# Большой и маленький Вонг Тин Бар
«Большой и маленький Вон Тхиньпа» (кит. трад. 大小黃天霸 / 橫掃江南七霸天) — гонконгский чёрно-белый фильм с боевыми искусствами режиссёра Лун Тхоу, вышедший в 1962 году. В фильме снялись дети из пекинской оперной школы, ученики Ю Чимъюня: Юнь Фу (Лэй Куква), Юнь Лун (Саммо Хун), Юнь Тхин (Нг Минчхой), Юнь Тхай, Юнь Ва, Юнь Лау (Джеки Чан) и Юнь Мань (Ман Юньмань). Для Джеки Чана и Саммо Хуна этот фильм является дебютом в кино. Несколько десятилетий картина считалась утраченной, пока не была загружена на YouTube 3 февраля 2016 года.

## Сюжет
Уважаемый мастер Вон Самтхай устраивает банкет для воинов с четырёх морей. Приглашение получает и глава крепости «Чёрный Ветер» Кам Чхин, который хочет выдать замуж свою дочь Лотос за сына Самтхая Тхиньпа. Но Тхиньпа не желает этой свадьбы и видит своё будущее с Чён Куайлань. Огорчённый Чхинь и его дочь крадут нефритовую печать, которая принадлежит королю Магической Силы. В краже обвиняют Тхиньпа. Ему не удаётся найти печать и его отца сажают за решётку. Чён Куайлань попадает в ловушку в крепости Чёрный Ветер во время ночного поиска вместе с Тхиньпа печати, но внезапное появление Семи маленьких негодяев спасает её от плена. Благодаря этому её поиски продолжаются и приводят к пещере Дракона с ядовитым питоном, где находится печать. Тем не менее Тхиньпа находится под арестом у лорда. Куайлань и Семь негодяев вынуждают виновников сдаться — это является частью спасательной миссии Тхиньпа в резиденции лорда, чтобы раз и навсегда уладить эту проблему.

## В ролях
| Актёр       | Роль                                    |
| ----------- | --------------------------------------- |
| Ю Кай       | Вон Тхиньпа                             |
| Чен Пикъин  | Чён Куайлань                            |
| Ям Инь      | Золотой Лотос                           |
| Хо Сиухун   | Вон Самтхай                             |
| Муй Янь     | Ауён Так                                |
| Чён Сан     | Чён Чхат                                |
| Лау Хаксюнь | Кам Чхин, глава крепости "Чёрный Ветер" |
| Ям Тайкунь  | Кам Лён                                 |
| Юнь Фу      | первый тиран Чён                        |
| Саммо Хун   | второй тиран Чён                        |
| Ын Минчхой  | третий тиран Чён                        |
| Юнь Тхай    | четвёртый тиран Чён                     |
| Юнь Ва      | пятый тиран Чён                         |
| Джеки Чан   | шестой тиран Чён                        |
| Ман Юньмань | седьмой тиран Чён                       |
| Ва Ваньфун  | Сань Ликвон                             |
| Пак Маньпиу | Тау Итань                               |
| Ён Ипван    | И Кун                                   |